# Wladimir Iwanowitsch Polonski
Wladimir Iwanowitsch Polonski (russisch Владимир Иванович Полонский; * 5. Junijul. / 17. Juni 1893greg. in Tobolsk; † 30. Oktober 1937 in Moskau) war ein sowjetischer Politiker und Gewerkschafter.

## Leben
Polonski war als Matrose, dann als ungelernter Arbeiter und schließlich ab 1912 als Elektromonteur in St. Petersburg tätig. 1912 wurde er Mitglied der Sozialdemokratischen Arbeiterpartei Russlands. Er war zuständig für die Parteiarbeit in den Gewerkschaften, 1913 wurde er Mitglied des Zentralvorstandes der Petersburger Metallarbeitergewerkschaft. 1914 wurde er verhaftet und 1915 ins Gouvernement Tobolsk verwiesen. Ab März 1917 war er Sekretär des Zentralvorstandes der Moskauer Metallarbeitergewerkschaft und nahm in Moskau an den Oktoberkämpfen teil. 
Von 1918 bis 1920 war er Kommissar der Divisionen der West- und Südfronten, Militärkommissar der Südost-Eisenbahn sowie Vorsitzender des Südbüros des Allrussischen Zentralrates der Gewerkschaften. Von 1920 bis 1924 war er Vorsitzender des Orgbüros, dann Sekretär des ZK der Gewerkschaft der Bergarbeiter, Vorsitzender des Gewerkschaftsrates des Gouvernements Nischni Nowgorod sowie Mitglied des Büros des Gouvernementskomitees der Kommunistischen Partei Russlands (KPR) ebendort.
1925 wurde Polonski Mitglied des Büros des Moskauer Komitees und war ab 1928 Zweiter Sekretär des Moskauer Komitees der KPdSU. 1930 sowie von 1935 bis 1937 war er Sekretär des Zentralrates der sowjetischen Gewerkschaften (WZSPS). Von 1930 bis 1933 war er Erster Sekretär des ZK der KP Aserbaidschans sowie gleichzeitig Sekretär des Transkaukasischen Regionalkomitees der KPdSU. Seit Januar 1933 leitete Polonski die Planabteilung des ZK der KPdSU. Von April bis Juni 1937 war er stellvertretender Volkskommissar für Nachrichtenwesen.
Polonski war Delegierter des XI. (1922) bis einschließlich XVII. (1934) Parteitages der KPR bzw. KPdSU. 
Auf dem XV., XVI. und XVII. Parteitag wurde er zum Kandidaten des ZK der KPdSU gewählt. Polonski war auch Mitglied des Zentralen Exekutivkomitees der UdSSR.
Im Juni 1937 wurde Polonski im Rahmen der Stalinschen Säuberungen aus der KPdSU ausgeschlossen und verhaftet. Er wurde vom Militärkollegium des Obersten Gerichtes zum Tode verurteilt und im Lubjanka-Gefängnis erschossen.
1958 wurde Polonski posthum rehabilitiert.

## Ehrungen
Polonski wurde mit dem Orden des Roten Banners der Arbeit ausgezeichnet.